# Elektronisches Schlagzeug
Das elektronische Schlagzeug (kurz E-Drums) ist die elektronische/digitale Variante des Schlagzeugs. Es wird genau so mit Sticks und einer Fußmaschine gespielt, allerdings werden die Töne digital erzeugt und können über Lautsprecher oder Kopfhörer ausgegeben werden. Zu diesem Zweck sind alle bespielbaren Komponenten (wie Trommeln und Becken) mit Mikrofonen oder Piezoabnehmern ausgestattet. Die eigentliche Signalerzeugung geschieht im Drummodul, mit dem alle Pads der E-Drums verbunden werden.

## Entstehung
Im Gegensatz zu anderen Musikern wie Gitarristen oder Pianisten, die schon früh mit elektronischen Gitarren und Klavieren arbeiten konnten, gab es für Schlagzeuger lange keine Möglichkeit, Musik in elektronischer Form zu erstellen und damit keine Alternative zum akustischen Schlagzeug.
Erste Versuche mit der elektronischen Erzeugung von perkussiven Klängen unternahm die Band Kraftwerk. Die dafür entwickelte Technik bestand aus einem Stromkreis, der auf einen Schlag hin geschlossen und anschließend wieder geöffnet wurde, wodurch ein leicht rauschendes Knacken oder Zischen zu hören war. Diese Technik hatte allerdings mit späteren elektronischen Schlagzeugen und deren Klangerzeugung nicht viel gemeinsam. Ein ähnlicher Klang wurde auch für einige frühe Spielkonsolen wie das NES verwendet, bei denen ein Rauschgenerator mit kurzen Impulsen weißen Rauschens neben Soundeffekten bei Musik auch die rhythmische Begleitung erzeugte.
Die eigentliche Geschichte des elektronischen Schlagzeugs begann Anfang der 1980er-Jahre, als einige Hersteller dem damaligen Synthesizer-Boom folgten und auch das Schlagzeug synthetisieren wollten. Bis dato mussten die einzelnen akustischen Schlagzeugelemente wie Becken, Toms, Snare-Drum und Hi-Hat mit Mikrofonen abgenommen werden, wobei Hintergrundgeräusche oder die akustischen Charakteristika des Raumes ebenfalls mit aufgenommen und verstärkt wurden. Die Hersteller experimentierten mit Triggern, die nicht mehr das Geräusch an sich, sondern nur ein Zeitsignal aufnehmen sollten, um dieses an ein Steuermodul weiterzuleiten, wo es in ein akustisches, analoges Signal umgewandelt wurde. Zur damaligen Zeit lag der Schwerpunkt der Entwicklung darauf, Geräusche zu produzieren, die ein akustisches Schlagzeug nicht hervorbringen kann, wie zum Beispiel Space-Sounds oder Toms mit sehr langem Nachhall. Heute wird eher die möglichst exakte Imitation eines akustischen Instruments angestrebt.
Der Wegbereiter für die elektronischen Drumsets war das Unternehmen Simmons Anfang der 1980er-Jahre mit den auffälligen sechseckigen Drumpads.
Das SDS 5 war dann die legendäre Revolution hin zu Schlagzeugen auf elektronischer Basis. Das Simmons SDS 7 ist das am meisten auf Produktionen verwendete E-Schlagzeug. So setzten beispielsweise Phil Collins (Genesis), Steve Negus (Saga), Bill Bruford (Yes), Herwig Mitteregger (Spliff, Nina Hagen Band) dieses auf vielen Produktionen und live ein.
Ab etwa Mitte der 1980er-Jahre gehörten E-Schlagzeuge zunehmend zum normalen Bild im Musikbereich. Auch im Tanzmusik- und Schlagerbereich werden ab dieser Zeit ebenfalls E-Drums eingesetzt.
In der Rock/Pop-Musik wurden E-Schlagzeuge entweder als vollwertiger Ersatz für das bisherige akustische Schlagzeug gespielt oder als Ergänzung dazu. So spielten beispielsweise Saga mit einem Simmons-E-Drumset und einem akustischen Schlagzeug. Eines der ersten bekannten elektronischen Schlagzeugsoli dürfte a brief Case von Saga sein, bei dem sich der Schlagzeuger Steve Negus und der Sänger Michael Sadler, ebenfalls mit E-Drums ausgestattet, in einem beeindruckenden Zusammenspiel zeigten.
Viele Schlagzeuger integrierten als Ergänzung auch E-Schlagzeuge oder Teile davon in ihre herkömmlichen Sets. Die auf Knopfdruck veränderbaren Schlagzeugsounds stellten einen – zuvor unbekannten – Reiz dar, der auch den Gesamtsound der Produktionen und Stücke veränderte und völlig neue Möglichkeiten bot. Manche Schlagzeuger spezialisierten sich auf das E-Schlagzeug. Der bekannteste von ihnen ist Bill Bruford, der sich seit Jahren jedoch wieder weit überwiegend am akustischen Drum-Set artikuliert.
Gerade für Tanzmusiker waren die neuen E-Schlagzeuge aber auch schon allein aus ganz praktischen Erwägungen interessant, da sie einfach viel leichter zu transportieren waren, nicht den Platzaufwand benötigten, ein geringeres Gewicht hatten, nicht so sperrig und einfach zu verstauen waren.
Auch für den reinen Übungsbereich in der Wohnung wurden E-Schlagzeuge nun zunehmend beliebter. Sie boten den Vorteil, Geräuschbelästigung von Nachbarn zu vermeiden, weil man entweder ganz über Kopfhörer spielen oder die Lautstärke regulieren konnte. Man hörte allerdings noch die Stickanschläge auf den Gummiflächen, allerdings absolut vergleichbar den reinen – ansonsten klanglich lautlosen – Übungssets, beispielsweise von Remo, die von der reinen Schlagfläche her ähnlich konzipiert waren.
Unbrauchbar waren E-Schlagzeuge allerdings für den klassischen Swing- und Jazz Bereich, da hier viel mit Jazzbesen gearbeitet wird.
Das Simmons SDS 7 bot zwar eine große Menge an Soundmöglichkeiten, war aber auch sehr teuer, etwa auf dem Niveau eines sehr professionellen akustischen Schlagzeuges. Deshalb folgten einfachere Versionen wie etwa das SDS 8 zu deutlich günstigeren Preisen. In dieser preisgünstigeren Liga kamen dann auch andere Anbieter auf, etwa Dynacord (fünfeckige Drumpads).
Der Klang des Händeklatschens („clap“) war zu dieser Zeit sehr modern. Dies war auch ein typischer Klang der Drum-Machines. Deshalb erfand die Firma BOSS ein einfaches Pad, das 1983 auf dem Markt erschien und diesen Klang erzeugen konnte (HC-2, was für „Hand-Clapper“ (Händeklatscher) steht). Weitere Pads mit ähnlicher Bauform waren der HCK-100 und der Percussion-Synthesizer PC-2 (auch PCK-100 genannt) der Firma Amtek. Die Pads erfreuten sich großer Beliebtheit, und so folgte 1985 das erste elektronische Schlagzeug der Firma Roland, bestehend aus dem Bass-Drum-Pad PD-10, dem Snare/Tom-Pad PD-20 und dem Trigger-Interface DDR-30. Jedoch verfügte es noch nicht über Becken. Der DDR-30 war das erste Drum-Modul.
1985 kam zudem das erste Octapad (Pad-8) von Roland auf den Markt. Ein Octapad ist ein Drum-Modul, auf dem acht Pads angebracht sind, die wie auch beim elektronischen Schlagzeug mit verschiedenen Tönen belegt werden können. 1987 folgte eine flexiblere Schlagzeugvariante, welche das akustische Schlagzeug vom Klang her schon relativ gut nachahmte. In den nachfolgenden Jahren wurde noch viel daran gearbeitet, diese Töne authentischer zu machen.
Der große Durchbruch blieb den elektronischen Schlagzeugen aber noch verwehrt, was unter anderem daran lag, dass sie auf Grund ihres Aufbaus aus einem Plastikrahmen und einem weicheren Plastik-Kunststoffteil als Fellersatz mit dahinterliegenden Triggern wie ein Kunststoffeimer klangen. Des Weiteren hatten die damaligen Instrumente fast kein Reboundverhalten, so dass die Musiker ihre vom akustischen Schlagzeug erlernten Techniken wie Wirbel nicht umsetzen konnten.
Die Echtheit des Spielgefühls wurde erst 1993 durch die Einführung von Gummi-Pads verbessert, die sich beim Spielen wesentlich mehr wie echte Schlagzeug-Felle anfühlen. Außerdem gab es nun auch ein HiHat-Steuerpedal in Form eines kleinen Pedals auf dem Boden, das den Klang von zwei aufeinandertreffenden Becken nachahmen konnte.
Ein Wiederaufleben des elektronischen Schlagzeugs gab es in den 1990er-Jahren, als Hersteller wie Roland und Yamaha mit Drum-Pads aufwarteten, die auch einen Kunststoffrahmen und eine gummierte Metallspielfläche mit einem sehr natürlichen Reboundverhalten und ohne nennenswerten Eigenton hatten. Zudem wurden Steuersignale fast ohne Latenz in saubere, sehr natürlich klingende Töne umgewandelt. Etwas später kamen Felle aus einem Kunststoffgitter (sogenannte Meshheads) auf den Markt, die wie echte Felle bespielt werden können und dennoch so gut wie keinen Eigenton entwickeln. Die ersten Becken-Pads kamen erst 2001 auf den Markt, so dass erst ab diesem Zeitpunkt von wirklich vollständigen elektronischen Schlagzeugen gesprochen werden kann.
Heute ist ein elektronisches Schlagzeug ein High-Tech-Computer, der tausende Klänge speichern und diese den einzelnen Pads zuordnen kann. Das elektronische Schlagzeug kann so je nach Belieben annähernd wie ein akustisches Schlagzeug klingen. Darüber hinaus kann das Soundmodul eines modernen E-Drums auch synthetische Klänge erzeugen oder auf Anschlag vorgespielte Samples wiedergeben, was das Anwendungsspektrum sehr erweitert. Der entstehende Klang kann sowohl von der Anschlagstärke als auch von der Trefferstelle auf dem Fell abhängig gemacht werden. Manche Soundmodule verfügen zusätzlich über sogenannte Coaching-Funktionen, die das Lernen und Üben unterstützen, sowie über eine Metronom-Funktion zum Üben des präzisen Timings.

## Klangerzeugung
Die ersten E-Drums (zum Beispiel Simmons, TAMA) verwendeten Rauschgeneratoren aus Operationsverstärkern, die über mehrere Potentiometer beeinflusst werden konnten. So war es möglich, die Grundfrequenz des Rauschens, Lautstärke, Ausklingzeit sowie Filter zu ändern. Einstellungen konnten nicht gespeichert werden.
Alte Originalgeräte leiden aufgrund der Alterung der eingesetzten Operationsverstärker häufig unter „Dauerrauschen“.
Mit dem Aufkommen der Digitalelektronik in der Musik wurden die Rauschgeneratoren durch einfache Samples ersetzt. Beim Anschlag eines Pads spielte das Drummodul einen festen Sound aus einem Speicher ab, bei dem lediglich die Amplitude (Lautstärke) in Relation zur Anschlagstärke angepasst wurde. Bekannte Geräte waren hier beispielsweise das Alesis D4 und der Nachfolger DM5, beide im 19"-Rackeinschub.
Durch die fortschreitende Rechenleistung ist inzwischen eine bessere Artikulierbarkeit bei schnellen Anschlägen möglich, die bekannten „Maschinengewehrwirbel“ werden durch die Anwendung mehrerer ähnlicher Samples, höherer interner Auflösung der Anschlagstärke und der Zeit fast nicht mehr erzeugt.
Roland beschritt mit dem Drummodul TD-8 (V-Drums) neue Wege. Dieses Modul generiert die Sounds in Echtzeit durch Berechnungen, die auf physikalisch-akustischen Modellen beruhen (COSM-Modeling). Erstmals war es so möglich, Sounds durch Ändern von virtuellen Kesseln, Fellen, Räumen und Mikrofonen zu beeinflussen und Pads mit Besen in Wischtechnik zu bespielen.

## Pads
Die ersten Pads bestanden aus einer Sperrholzplatte, auf die oben eine Gummimatte aufgeklebt und darunter ein Piezoabnehmer oder ein Mikrofon befestigt wurde. Zur besseren Optik und einer Befestigung wurde die Platte in ein einfaches Kunststoffgehäuse gebaut. Zur Verbindung mit dem Drummodul wurde eine Mono-Klinkenbuchse eingesetzt.
Mit der Zeit wurde die Gummiauflage dicker und das Holzbrett durch eine Metallplatte ersetzt. Zum Haupttrigger wurde jetzt auch noch ein weiterer im Rand angebracht, somit war es möglich, zwei verschiedene Sounds mit nur einem Pad auszulösen. Zur Verbindung wurde nun eine Stereo-Klinkenbuchse verwendet.
Mit den Meshfellen kam man dem natürlichen Spielgefühl eines Akustiksets sehr nahe. Diese bestehen aus einem Kunststoffgewebe, das einem Fliegengitter ähnelt und sind wie ein normales Schlagzeugfell in einen Aluminiumring geklebt. Die Felle werden mit einem Spannring auf spezielle Kessel aufgezogen, in denen die Abnehmer sitzen. Durch mehr oder weniger starkes Anziehen des Spannrings kann die Fellspannung vom Schlagzeuger beeinflusst werden. Durch die raue Oberfläche und die sensitiven Abnehmer ist sogar ein Bespielen mit Besen möglich.
Beckenpads sind ähnlich den Gummipads aufgebaut, besitzen aber oft neben den Piezoabnehmern in der „Kuppe“ und der „Schulter“ des Beckens einen weiteren am Beckenrand, mit dem das angeschlagene Becken abgestoppt werden kann.
Bassdrumpads gibt es als Gummi- und als Meshpads, die jedoch vom mechanischen Aufbau robuster und für die Befestigung einer Fussmaschine ausgelegt sind.

## Sonderformen
Alesis bietet mit dem TRIGGER I/O einen reinen Drum-to-MIDI-Konverter an, der keine eigenen gespeicherten Sounds verwendet, sondern die Anschläge der angeschlossenen Pads in MIDI-Signale wandelt und auf einer entsprechenden Schnittstelle ausgibt. Das MIDI-Signal kann dann mit einem PC aufgenommen oder direkt mit einer Drumsoftware in Sounds umgesetzt werden.
Roland und Korg bieten Pads für Percussionisten an, die spezielle Samples aus dem Bereich der ethnischen Trommeln beinhalten. Diese Pads können mit der Hand oder Sticks bespielt werden. Von Yamaha gibt es kompakte Bauformen mit integrierter Klangerzeugung.
Zur Montage an akustischen Schlagzeugen gibt es Triggermodule, mit denen über ein normales Tom ein Drummodul angesprochen werden kann.
Seit einiger Zeit gibt es Lösungen, für die lediglich elektronisch konfigurierte Drumsticks sowie zwei Fußpads benötigt werden, um realistische Schlagzeugklänge über ein virtuelles, unsichtbares Drumkit durch die bloße Haltung und Bewegung der Stöcke zu produzieren und über Kopfhörer oder andere Klangerzeuger wiederzugeben.